# Écaille (botanique)
Pour les articles homonymes, voir Écaille (homonymie).
 (septembre 2020).
Si vous disposez d'ouvrages ou d'articles de référence ou si vous connaissez des sites web de qualité traitant du thème abordé ici, merci de compléter l'article en donnant les références utiles à sa vérifiabilité et en les liant à la section « Notes et références ».
En botanique, les écailles sont de organes généralement aplatis, plus ou moins coriaces, recouvrant les bourgeons des Angiospermes et les cônes des Gymnospermes, mais parfois aussi totalement ou partiellement des tiges, des bulbes ou des fruits. Elles dérivent généralement d'une feuille, d'une bractée ou d'un poil, modifié et aplati.

## Photographies

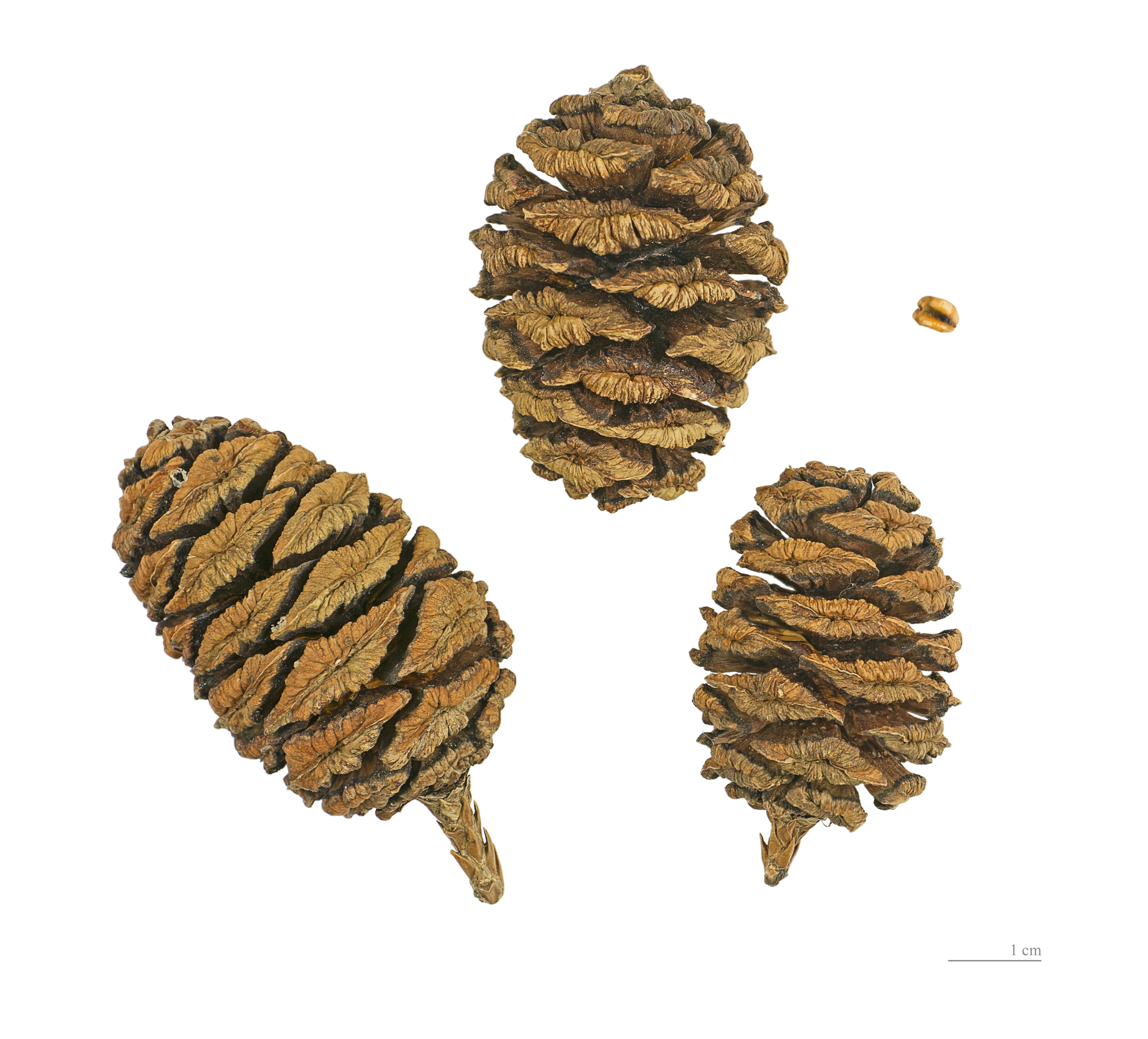
Cônes femelles de Séquoia géant.
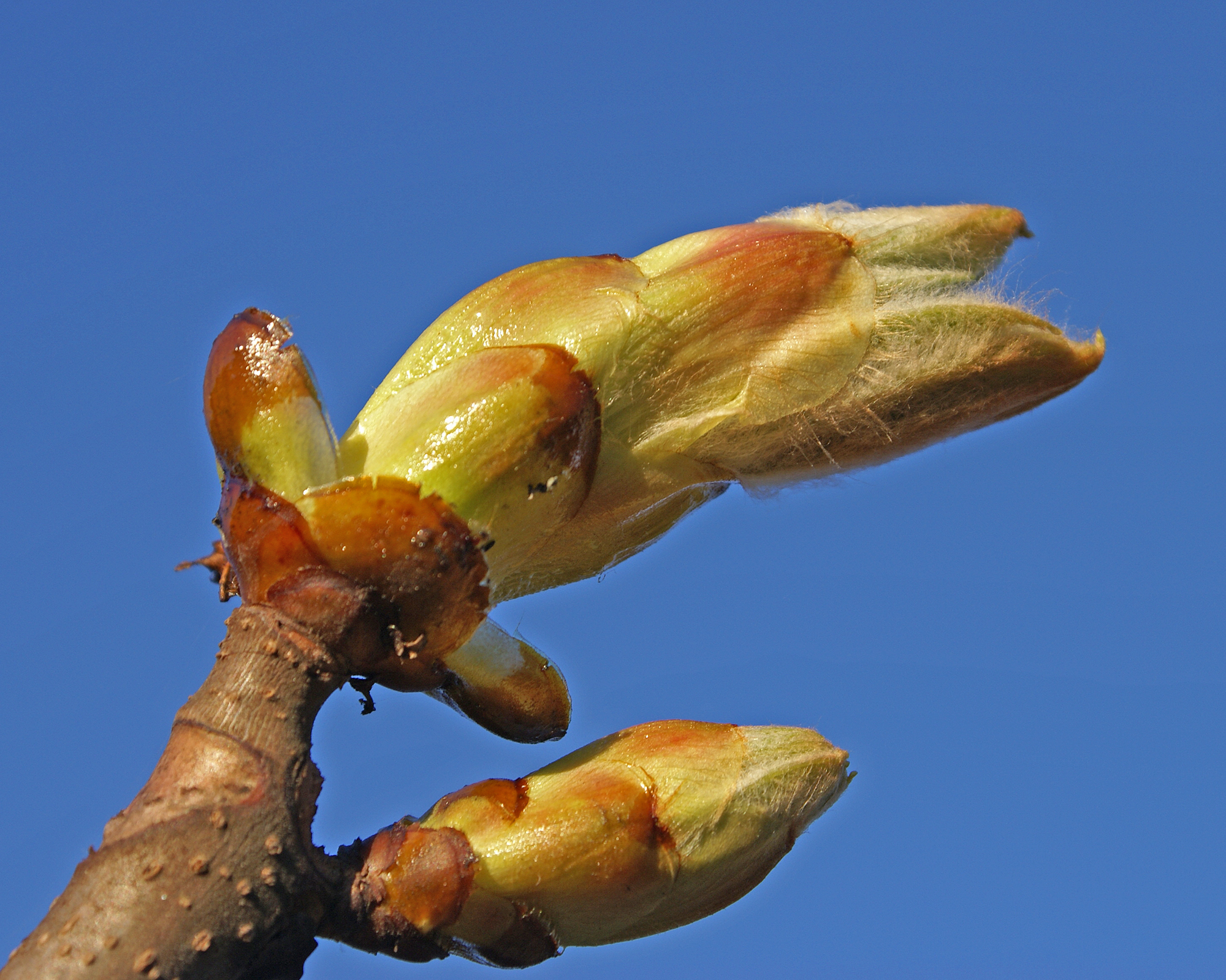
Bourgeon de chataîgnier.
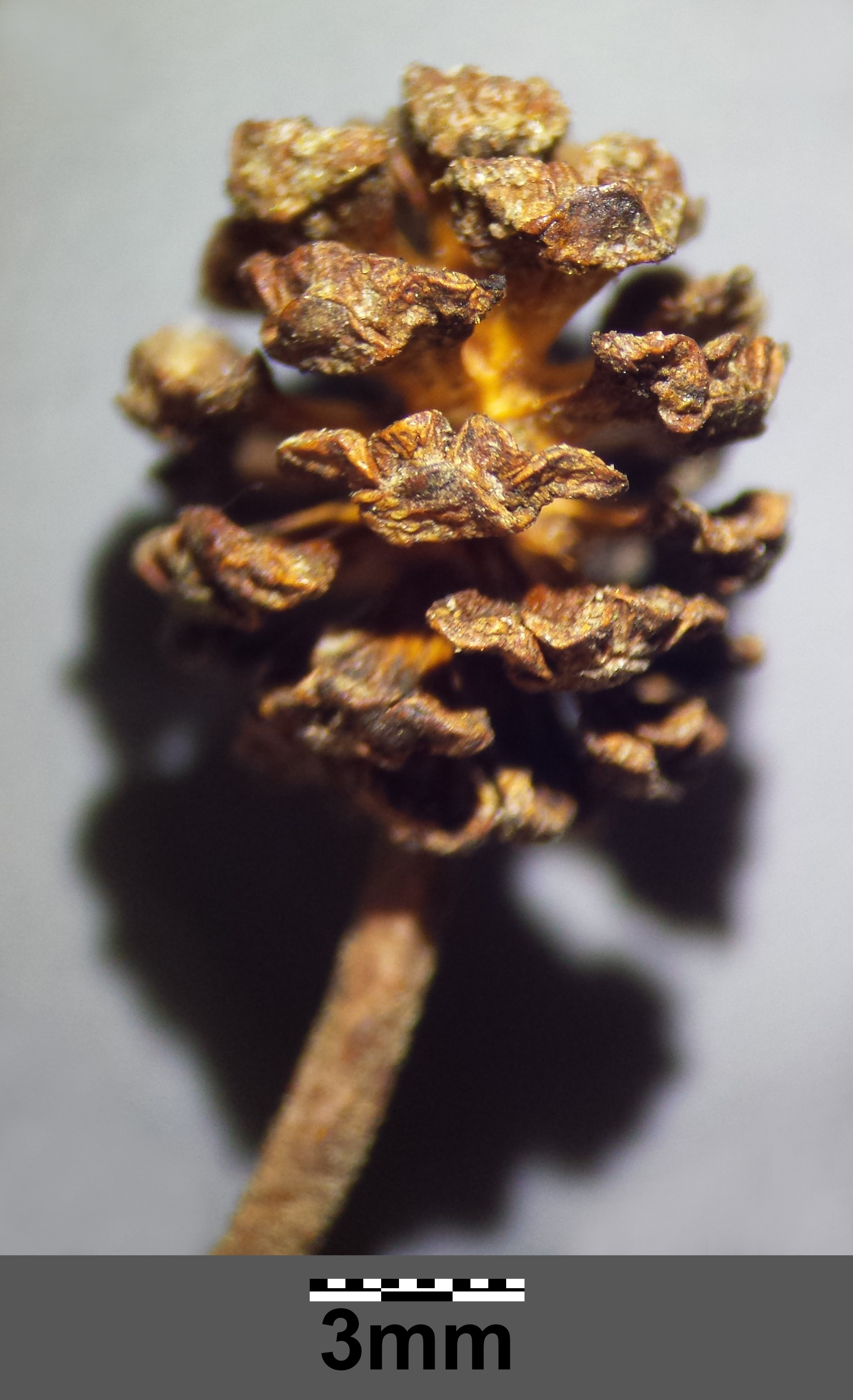
Fruit de l'aulne.
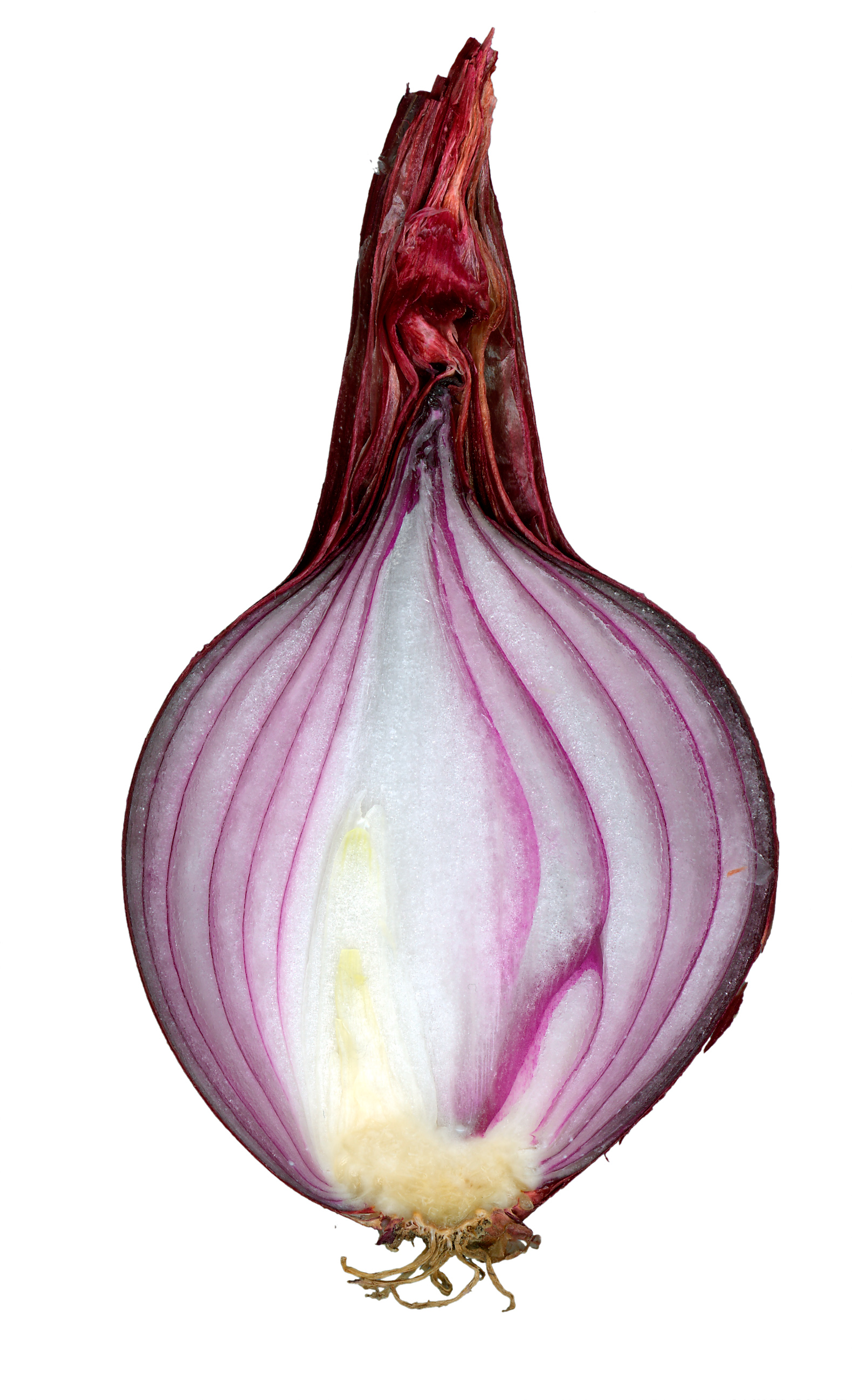
Bulbe d'oignon.